# David Caryn
David Caryn, né le 14 septembre 1977 à Liège, est un auteur de bande dessinée et illustrateur belge francophone. 

## Biographie
David Caryn naît le 14 septembre 1977 à Liège. Il est le fils de Francis Carin. Il fait ses études à l'École supérieure des arts Saint-Luc de Liège de 1992 à 1998 où il peut réaliser, en tant que travail de fin d'études, son premier album Le Tournoi maudit réalisé en couleur directe,, un one shot publié par les Éditions du Musée en 1998. En 1999, il est le benjamin des 34 artistes issus de l'Institut Saint-Luc participant à l'exposition collective Un demi-siècle de phylactères. Cette première expérience lui permet de rencontrer le scénariste et dessinateur français Pierre Makyo, qui lui propose le scénario de la série humoristique Alzéor Mondraggo, en 2001. Ce triptyque est composé des volumes La Pierre blanche (2001), Le Prince rouge (2002) et le dernier La Clé de l'amour aux éditions Vents d’Ouest en 2004.
Il collabore depuis avec son père sur les tomes 14 à 16 de la série Victor Sackville et les tomes 16 et 18 de la série Lefranc créé par Jacques Martin, puis il  travaille pour un studio de dessin animé anversois et réalise de nombreuses illustrations à vocations diverses. Il est l'illustrateur du groupe de Death metal Pestifer pour lequel il réalise les pochettes des albums Age of Disgrace (2011), Reaching The Void (2014) et Expanding Oblivion (2020).
En 2007, il réalise une fresque géante vendue au profit du Télévie aux côtés de François Walthéry, Bruno Di Sano, Daniel Desorgher, Georges Van Linthout, Stibane, Didgé, Francis Carin et Alain Perwez.
Le 5 février 2014, il publie le premier tome intitulé : Les Moissons funestes d'un diptyque Ennemis de sang publié dans la collection « Caractère » aux éditions Glénat, réalisé avec son père Francis Carin, qui conte la vie de deux frères jumeaux séparés à l'âge de six mois,. Le second volume intitulé Le Roi de Huka-Huka paraît cette fois dans la collection « 24 X 32 » en 2016. Le cycle est prévu sur quatre albums.
Comme coloriste, il œuvre également à la mise en couleur des tomes 21, 29 et 30 de la série médiévale Les Aigles décapitées pour le dessinateur Michel Pierret ainsi que sur Les cendres de Logne du même dessinateur en 2021.
En 2017, il illustre aux côtés de Palix et Jean-Claude Servais l'ouvrage Se perdre dans la lumière de Roger et Jacques Nicolas publié aux éditions de la province de Luxembourg,.
Il livre le troisième volet de la saga familiale Ennemis de sang intitulé Maeva aux éditions Kalopsia en septembre 2024. Ces mêmes éditions éditent par ailleurs une intégrale réunissant les deux premiers tomes.
En outre, il participe à divers albums collectifs dont : le cinquième tome de la série En images et en bande dessinée dédié à la chanteuse Édith Piaf (Vents d’Ouest, 2001), Parcours illustré en province de Liège (Cefal, 2006), Folklore wallon en bulles (Dricot, 2010), Sortilèges t. 2 (BD Fly, 2013), Il était une fois 1914 (Abbaye de Stavelot, 2014), Lovely Wheels (C.M. Éditions, 2021),.

### Autres activités
Il est également animateur à l'atelier Graffiti, un centre d'expression et de créativité à Liège, et il anime par ailleurs divers stages.

### Vie privée
Il réside à Comblain-au-Pont, en Belgique.

## Œuvres

### Albums de bande dessinée
- 1. Le Tournoi maudit[5], Éditions du Musée, juin 1998
Scénario, dessin et couleurs : David Caryn -  (ISBN 2869679815)

#### Alzéor Mondraggo
- 1. La Pierre blanche[26], Vents d’Ouest, Paris, septembre 2001
Scénario : Makyo - Dessin et couleurs : David Caryn -  (ISBN 2-86967-932-7)
- 2. Le Prince rouge, Vents d’Ouest, Paris, novembre 2002
Scénario : Makyo - Dessin et couleurs : David Caryn -  (ISBN 2-7493-0031-2)
- 3. La Clé de l'amour[27], Vents d’Ouest, Paris, avril 2004
Scénario : Makyo - Dessin et couleurs : David Caryn -  (ISBN 2-7493-0095-9)

#### Ennemis de sang
- 1. Les Moissons funestes[11],[10],[28], Glénat, coll. « Caractère », Grenoble, 5 février 2014
Scénario : Francis Carin - Dessin : Francis Carin, David Caryn - Couleurs : David Caryn -  (ISBN 978-2-7234-9271-3)
- 2. Le Roi de Huka-Huka[29], Glénat, coll. « 24 x 32 », Grenoble, 2 mars 2016
Scénario : Francis Carin - Dessin : Francis Carin, David Caryn - Couleurs : David Caryn -  (ISBN 978-2-344-00464-7)
- 3. Maeva[17],[30], Kalopsia, 27 septembre 2024
Scénario : Francis Carin - Dessin : Francis Carin, David Caryn - Couleurs : David Caryn -  (ISBN 978-2-931205-07-5)
- Int. Intégrale du premier cycle[17], Kalopsia, 27 septembre 2024
Scénario : Francis Carin - Dessin : Francis Carin, David Caryn - Couleurs : David Caryn -  (ISBN 978-2-931205-08-2) — Cahier graphique supplémentaire de 12 pages.

### Collectifs
- 5. Édith Piaf, Vents d’Ouest, Paris, novembre 2001
Scénario : collectif - Dessin : collectif dont David Caryn - Couleurs : quadrichromie -  (ISBN 2869679904),Participation : Au bal de la chance.
- Parcours illustré en province de Liège[18], Éditions du Céfal, Liège, 2006
Scénario : collectif - Dessin : collectif dont David Caryn -  (ISBN 2-87130-230-8)Avec Daniel Desorgher, Francis Carin, Didier Chardez, Bruno Di Sano, Julien Mestrez, Michel Pierret, Jean-Marc Stalner, André Taymans, Georges Van Linthout, François Walthéry, Marc Wasterlain.
- Folklore wallon en bulles, Dricot, Bressoux, février 2010
Scénario : collectif - Dessin : collectif dont David Caryn -  (ISBN 978-2-87095-389-1)
- 62 Auteurs de Boulogne Dessiné, Les Amis de la B.D., Boulogne-sur-Mer, décembre 2010
Scénario : collectif - Dessin : collectif dont David Caryn -  (ISBN 978-2-9537801-0-9)Recueil réalisé dans le cadre du 20e festival BD de Boulogne-sur-Mer.
- 2. Sortilège II, BD Fly, janvier 2013
Scénario : Bruno Di Sano - Dessin : collectif dont David Caryn - Couleurs : Alain AudryTirage limité à 400 ex.
- Il était une fois 1914[31], Abbaye de Stavelot, Stavelot, 21 mars 2014
Scénario : collectif - Dessin : collectif dont David Caryn - Couleurs : David Caryn -  (ISBN 978-2-87522-124-7)
- Lovely Wheels, C.M. Éditions, avril 2021
Scénario : Christian Mathoul - Dessin : collectif dont David Caryn -  (ISBN 978-2-9602788-0-4),Format à l'italienne.

### Illustrations
- Jacques et Roger Nicolas, Se perdre dans la lumière, Arlon, Province de Luxembourg, 2017, 260 p. (ISBN 978-2-8748-9431-2)

### Para-BD
À l'occasion, David Caryn réalise des portfolios, ex-libris et commet quelques travaux publicitaires.

### Expositions

#### Expositions collectives
- 1999 : Un demi-siècle de phylactères[6] ;
- 2001 : Planches de BD, caricatures et illustrations, Musée communal d'Ourthe-Amblève, Comblain-au-Pont[33] ;
- 2009 : L’histoire d’Anthisnes, château de l'Avouerie d’Anthisnes[34].

#### Livres
: document utilisé comme source pour la rédaction de cet article.
- Jacques Fiérain, « Caryn, David », dans La BD dans les provinces de Liège, Namur et Luxembourg, Charleroi, Éd. l'Âge d'or, 2004, 112 p., ill. ; 31 cm (ISBN 9782960019698, OCLC 470388297, présentation en ligne), p. 18.
- Philippe Mellot, Michel Denni, Laurent Turpin et Isabelle Morzadec, Trésors de la bande dessinée : BDM 2023-2024 - Catalogue encyclopédique et Argus, Paris, Les Arènes, novembre 2022, 23e éd., 1677 p., ill. ; 23 cm (ISBN 9791037507280, OCLC 1351462460, présentation en ligne), p. 58, 446, 1366. .

#### Articles
- Francis Carin et David Caryn (interviewés par Charles-Louis Detournay), « Francis Carin & David Caryn : « "Ennemis de sang" est un récit de famille », ActuaBD,‎ 28 mars 2014 (lire en ligne, consulté le 29 juin 2023).